# Pulpače
Pulpače (nemško Pulpitsch) je naselje v Občini Vrba na Koroškem v Okraju Beljak-dežela na Koroškem v Avstriji.